# Gran Caffè Margherita

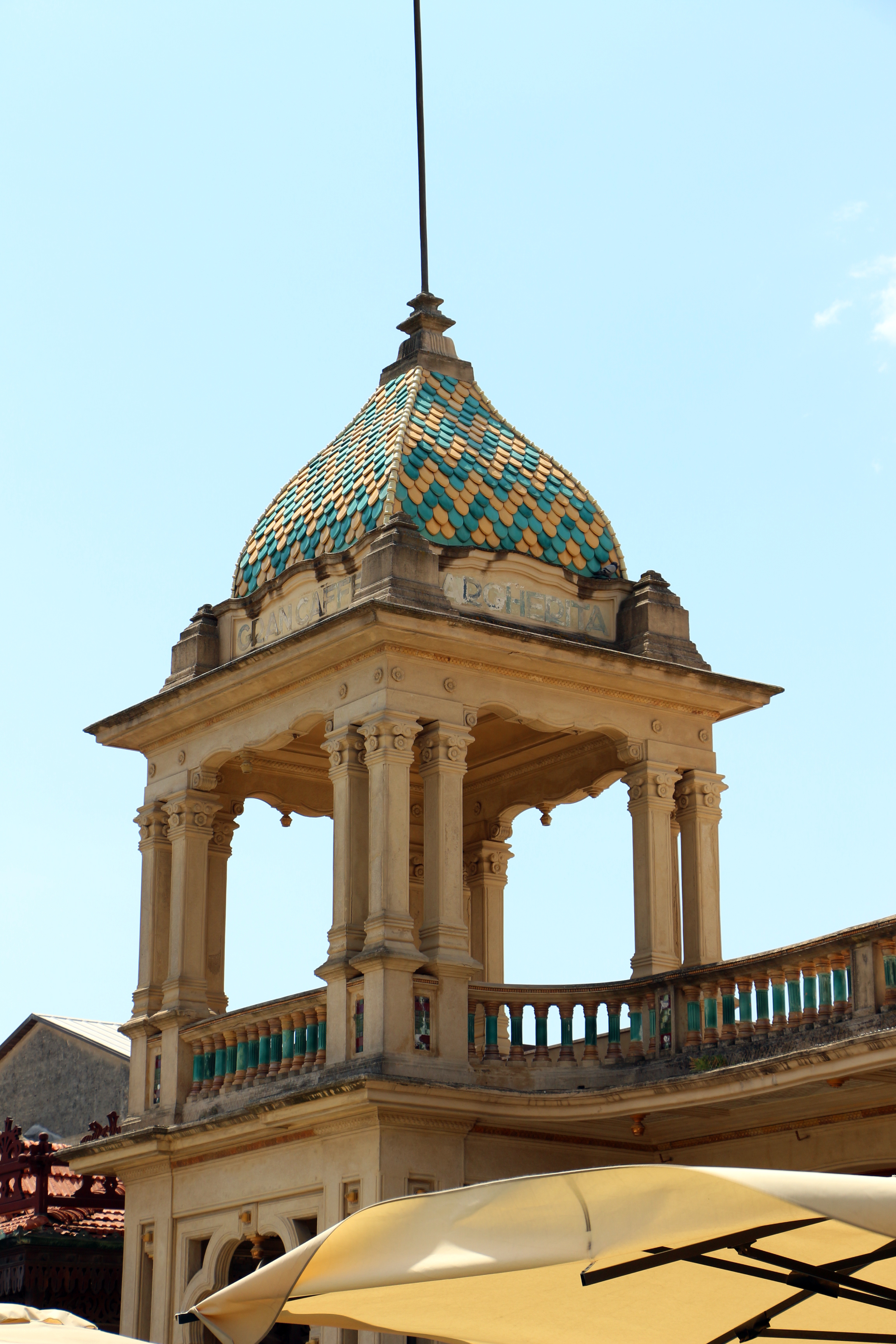
Uno dei padiglioni superiori

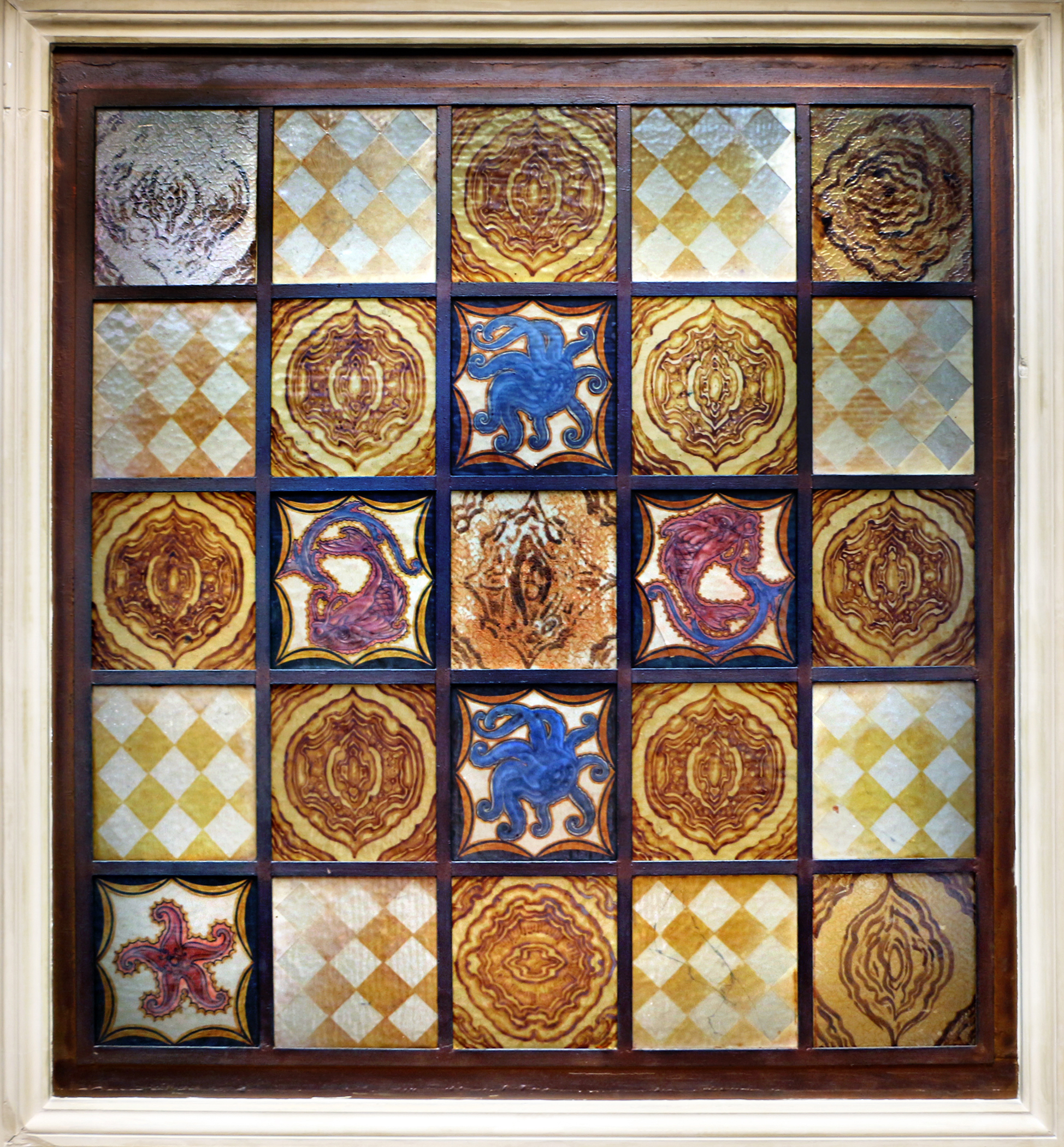
Vetrata della Manifattura Chini

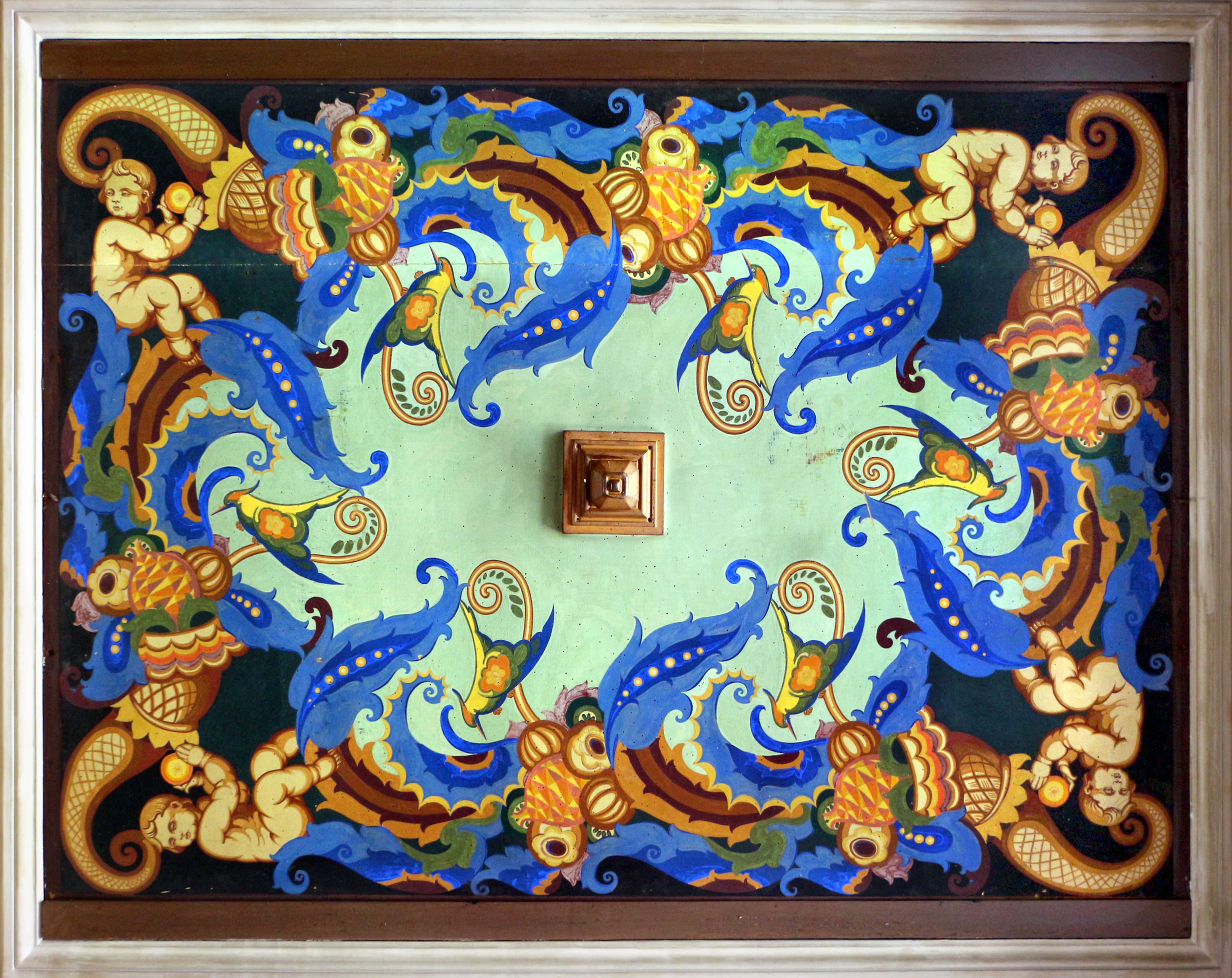
Tito Chini, decorazione del soffitto del Gran Caffè Margherita, sinistra

Il Gran Caffè Margherita è un edificio situato in viale Regina Margherita n. 30 (sulla "Passeggiata") a Viareggio. Si tratta di uno degli edifici più rappresentativi della stagione dell'eclettismo viareggino.

## Storia
L'edificio sorge accanto al Negozio Martini e nelle vicinanze del monumentale ingresso dello stabilimento balneare Balena.
Costruito originariamente in legno nel 1902, viene demolito e ricostruito in muratura nel 1928 su progetto dell'ingegnere Alfredo Belluomini in stretta collaborazione con il decoratore Tito Chini, che ha curato i numerosi elementi esornativi, domando all'edificio quell'aspetto esotico che lo rende unico nel suo genere; il Gran Caffè Margherita rappresenta una delle ultime opere del periodo eclettico-decò Viareggino, prima dell'evento del razionalismo.
Interessante risulta la galleria centrale della costruzione in origine aperta verso il mare, successivamente chiusa e attualmente destinata a sala ristorante.
Nel primo progetto l'edificio nasce come stabilimento balneare, corredato da spogliatoi e relativi servizi, oltre l'accesso diretto verso il mare, ma poi questa parte non è stata mai realizzata.
Sopravvissuto al drammatico incendio del 1917 che distrugge gran parte degli stabilimenti del viale Margherita, viene successivamente demolito negli anni venti in base ai nuovi regolamenti di igiene edilizia imposti dalla Commissione speciale, della quale fanno parte anche l'ing. Belluomini e Galileo Chini, per la ristrutturazione della zona arenile di Viareggio.
Diverse modifiche sono state apportate nelle due ali per la collocazione dei servizi in relazione alla nuova destinazione d'uso con rifacimenti delle pavimentazioni in lastre di marmo, degli infissi e di alcuni arredi, mentre la galleria coperta riproduce ancora il ricco allestimento interno con le decorazioni e i preziosi ornamenti dei soffitti. Ultimamente la sala è stata privata del meraviglioso arredo interno e dei lampadari.
Attualmente ospita la libreria Mondadori di Viareggio, un grande ristorante e lo storico Caffè.

## Architettura dell'edificio
L'edificio ha un'immagine di evidente gusto orientaleggiante e controllato dalla simmetria delle due torrette laterali coperte da cupole caratteristiche dell'architettura moresca.
Il manto delle cupole è stato realizzato a squame di ceramica a più colori, in prevalenza giallo e verde; anche i colonnini della balaustra della grande terrazza posta all'ultimo piano risultano in ceramica (lustro metallico) della manifattura Fornaci San Lorenzo lungo tutto il prospetto principale.
Caratteristica e di rilevanza architettonica risulta la galleria coperta, un tempo aperta e filtro suggestivo tra la passeggiata e l'arenile, oggi chiusa a vetri e utilizzata come sala ristorante.
All'interno di essa risultano decorazioni geometriche sulle pareti divisorie, mentre il soffitto suddiviso in riquadri dall'orditura delle travi dalle pannellature decorative che alternano elementi pittorici a vetri dipinti e cotti della manifattura Fornaci San Lorenzo di Borgo San Lorenzo sono opere di Tito Chini del 1928.
Lo spazio di notevoli dimensioni, risulta controllato in pianta da una serie di pilastri e travature in conglomerato cementizio, mentre le parti disposte sulle ali sono realizzate in muratura di tipo tradizionale.